# Rasmus Andersson
Pour les articles homonymes, voir Andersson.
Rasmus Andersson (né le 27 octobre 1996 à Malmö en Suède) est un joueur professionnel suédois de hockey sur glace. Il évolue au poste de défenseur. Il est le fils du joueur et entraîneur de hockey sur glace Peter Andersson et le frère de Calle Andersson.

## Biographie

### Carrière en club
Il débute le hockey sur glace en Suisse au HC Lugano où joue son père puis poursuit son apprentissage dans les équipes de jeunes du Malmö Redhawks. Il débute en senior avec les Redhawks dans l'Allsvenskan, le deuxième niveau national en 2012-2013. Il est sélectionné en 37e position par les Colts de Barrie lors de la sélection européenne de la Ligue canadienne de hockey 2014. Il part alors en Amérique du Nord et débute dans la Ligue de hockey de l'Ontario avec les Colts. Il est choisi au deuxième tour, en 53e position par les Flames de Calgary lors du repêchage d'entrée dans la LNH 2015. En 2016, il passe professionnel et est assigné au Heat de Stockton, club ferme des Flames dans la Ligue américaine de hockey. Il joue son premier match dans la Ligue nationale de hockey avec les Flames le 8 avril 2017 chez les Sharks de San José. Le 27 octobre 2018, il enregistre son premier point dans la LNH, une assistance face aux Capitals de Washington. Il marque son premier le 12 décembre 2018 face aux Flyers de Philadelphie.

### Carrière internationale
Il représente la Suède en sélection jeune.

## Statistiques

### En club
| Saison     | Équipe            | Ligue       |     | Saison régulière | Saison régulière | Saison régulière | Saison régulière | Saison régulière |   | Séries éliminatoires | Séries éliminatoires | Séries éliminatoires | Séries éliminatoires | Séries éliminatoires |
| Saison     | Équipe            | Ligue       | PJ  | B                | A                | Pts              | Pun              | PJ               | B | A                    | Pts                  | Pun                  |                      |                      |
| 2012-2013  | Malmö Redhawks    | Allsvenskan | 38  | 3                | 8                | 11               | 22               | -                | - | -                    | -                    | -                    |                      |                      |
| 2013-2014  | Malmö Redhawks    | Allsvenskan | 43  | 3                | 10               | 13               | 26               | 10               | 0 | 1                    | 1                    | 0                    |                      |                      |
| 2014-2015  | Colts de Barrie   | LHO         | 67  | 12               | 52               | 64               | 88               | 9                | 1 | 3                    | 4                    | 6                    |                      |                      |
| 2015-2016  | Colts de Barrie   | LHO         | 64  | 9                | 51               | 60               | 60               | 15               | 2 | 13                   | 15                   | 16                   |                      |                      |
| 2016-2017  | Heat de Stockton  | LAH         | 54  | 3                | 19               | 22               | 38               | 5                | 0 | 0                    | 0                    | 6                    |                      |                      |
| 2016-2017  | Flames de Calgary | LNH         | 1   | 0                | 0                | 0                | 0                | -                | - | -                    | -                    | -                    |                      |                      |
| 2017-2018  | Heat de Stockton  | LAH         | 56  | 9                | 30               | 39               | 41               | -                | - | -                    | -                    | -                    |                      |                      |
| 2017-2018  | Flames de Calgary | LNH         | 10  | 0                | 0                | 0                | 4                | -                | - | -                    | -                    | -                    |                      |                      |
| 2018-2019  | Flames de Calgary | LNH         | 79  | 2                | 17               | 19               | 23               | 5                | 1 | 2                    | 3                    | 2                    |                      |                      |
| 2019-2020  | Flames de Calgary | LNH         | 70  | 5                | 17               | 22               | 57               | 10               | 3 | 2                    | 5                    | 6                    |                      |                      |
| 2020-2021  | Flames de Calgary | LNH         | 56  | 5                | 16               | 21               | 34               | -                | - | -                    | -                    | -                    |                      |                      |
| 2021-2022  | Flames de Calgary | LNH         | 82  | 4                | 46               | 50               | 28               | 12               | 3 | 3                    | 6                    | 23                   |                      |                      |
| 2022-2023  | Flames de Calgary | LNH         | 79  | 11               | 38               | 49               | 26               | -                | - | -                    | -                    | -                    |                      |                      |
| 2023-2024  | Flames de Calgary | LNH         | 78  | 9                | 30               | 39               | 47               | -                | - | -                    | -                    | -                    |                      |                      |
| 2024-2025  | Flames de Calgary | LNH         | 81  | 11               | 20               | 31               | 60               | -                | - | -                    | -                    | -                    |                      |                      |
| Totaux LNH | Totaux LNH        | Totaux LNH  | 536 | 47               | 184              | 231              | 279              | 27               | 7 | 7                    | 14                   | 31                   |                      |                      |

### En équipe nationale
| Année | Compétition                          |   | PJ | B | A | Pts | Pun | +/-             |  | Résultat |
| 2013  | Championnat du monde moins de 18 ans | 5 | 1  | 0 | 1 | 6   | +3  | Cinquième place |  |          |
| 2014  | Championnat du monde moins de 18 ans | 7 | 2  | 1 | 3 | 14  | -2  | Quatrième place |  |          |